# Вігнерівський кристал

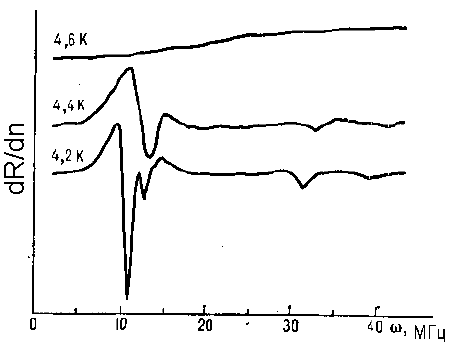
Резонансне поглинання електромагнітних хвиль внаслідок утворення вігнеровського кристалу

Вігнерів кристал — запропонована Юджином Вігнером в 1934 році модель двовимірної системи електронів, яка має найменшу енергію тоді, коли електрони розташовані періодично, кристалізуючись у регулярну ґратку.
Така поведінка можлива тому, що при малій густині електронів потенціальна енергія їхньої взаємодії перевищує кінетичну. Цим вігнерів кристал відрізняється від звичних кристалів, які при малій густині, тобто при великій відстані між частинками, розвалюються.
У вігнеровому кристалі всі електрони локалізовані поблизу вузлів ґратки. Для двовимірного електронного газу із поверхневою густиною {\displaystyle N_{s}={\frac {1}{\pi r_{0}^{2}}}} середня потенціальна енергія на один електрон дорівнює:
{\displaystyle \langle V\rangle ={\frac {e^{2}}{r_{0}}}=e^{2}\pi ^{1/2}N_{s}^{1/2}}.
При нульовій температурі (в квантовому режимі) кінетична енергія {\displaystyle \langle K\rangle ={\frac {\pi N_{s}\hbar \;^{2}}{2m}}}. Тому кристалізація буде здійснюватися при достатньо малих концентраціях. При високих температурах (в класичному режимі) кінетична енергія дорівнює {\displaystyle k_{B}T} і кристалізація буде реалізуватися при більших концентраціях. Як правило, інверсійний шар при достатньо малих концентраціях електронів відповідає квантовому режиму. Проте система електронів на поверхні рідкого гелію відповідає класичному режиму.
Для отримання якісного уявлення про форму та природу фазової діаграми можна вважати, що відношення середньої потенціальної енергії до середньої кінетичної
{\displaystyle \Gamma ={\frac {\langle V\rangle }{\langle K\rangle }}}
вздовж кривої плавлення дорівнює сталій величині {\displaystyle \Gamma _{m}}. При високих температурах, коли {\displaystyle \langle K\rangle =k_{B}T}, крива плавлення має вигляд:
{\displaystyle N_{s}={\big (}{\frac {\Gamma _{m}k_{B}T}{\pi ^{1/2}e^{2}}}{\big )}^{2}},
а при нульовій температурі плавлення протікає при {\displaystyle N_{s}=N_{c}}, де
{\displaystyle N_{c}={\frac {4m^{2}e^{4}}{\pi \hbar \;^{4}\Gamma _{m}^{2}}}={\frac {4}{\pi (a_{B}\Gamma _{m})^{2}}}}
а {\displaystyle a_{B}={\frac {\hbar \;^{2}}{me^{2}}}} — радіус Бора. Якщо ввести параметр {\displaystyle r_{s}=r_{0}/a_{B}}, то в точці плавлення {\displaystyle r_{s}=(\pi /4)^{1/2}\Gamma _{m}}.
Для тривимірної системи вважається, що вігнерів кристал повинен мати об'ємноцентровану кубічну ґратку, оскільки вона має найменшу статичну енергію. На сьогодні є багато оцінок для критичної величини {\displaystyle r_{s}}, яка позначається як {\displaystyle r_{sc}}, і відповідає «вігнеровому переходу» при нульовій температурі. Ці оцінки лежать в діапазоні від 5 до 700. Вігнер приписував кожному електрону фіксовану потенціальну енергію {\displaystyle -e^{2}/r_{0}} та енергію нульових коливань {\displaystyle 3\hbar \;\omega /2}, де {\displaystyle \omega ^{2}=e^{2}/mr_{0}}, та порівнював їхню суму з обчисленнями в нижньому наближенні енергії рідкої фази.
У випадку довгих хвиль частота поздовжнього фонона для вігнерового кристалу дорівнює:
{\displaystyle \omega _{l}^{2}(k)={\frac {2\pi N_{s}e^{2}}{m}}k.}
Цей вираз не залежить від типу ґратки і збігається із плазмовою частотою двовимірного електронного газу (або рідини). Навпаки, для поперечного фонона, спектр стає лінійним і тому {\displaystyle \omega _{\lambda }(k)=c_{f}k}.

## Експериментальне спостереження
Вперше експериментально Вігнерів кристал спостерігали Ґраймс і Адамс в 1979 для електронів на поверхні рідкого гелію .